# Liste der Orte in der kreisfreien Stadt Pirmasens

Wappen Pirmasens

Die Liste der Orte in der kreisfreien Stadt Pirmasens enthält die Gemeindeteile der kreisfreien Stadt Pirmasens in Rheinland-Pfalz.
- Pirmasens, kreisfreie Stadt (Laufende Nr. des Gemeindeteiles)
  - Erlenbrunn (Ortsbezirk) (0100)
  - Fehrbach (Ortsbezirk) (0200)
  - Auf der Kling (0201)
  - Gersbach (Ortsbezirk) (0300)
  - Apfeldell (0301)
  - Eichelsbachermühle (0302)
  - Hengsberg (Ortsbezirk) (0400)
  - Pirmasens (0500)
  - Am Hollerbrunn (ehemals Stadt Rodalben) (0501)
  - Bittschachen (ehemalige Gemeinde Simten) (0502)
  - Lamsbacherhof (0503)
  - Nesseltal (0504)
  - Niedersimten (ehemalige Gemeinde Simten) (Ortsbezirk) (0505)
  - Rappeneck (ehemalige Gemeinde Simten) (0506)
  - Ruhbank (0507)
  - Windsberg (Ortsbezirk) (0600)
  - Langenbergerhof (0601)
  - Rothmühle (0602)
  - Trifterhof (0603)
  - Winzeln (Ortsbezirk) (0700)
  - Am Rehpfad (0701)
  - Forellengrund (0702)
  - Hollerstock (0703)
  - Im Buchholz (0704)
  - Littersbachermühle (0705)
  - Molkenbrunnerhof (0706)
  - Rehmühle (0707)
  - Schelermühle (0708)